# Perania birmanica
Perania birmanica là một loài nhện trong họ Tetrablemmidae.
Loài này thuộc chi Perania. Perania birmanica được Tord Tamerlan Teodor Thorell miêu tả năm 1898.